# Blågumpad dvärgparakit
Blågumpad dvärgparakit (Touit purpuratus) är en fågel i familjen västpapegojor inom ordningen papegojfåglar.

## Utseende och läte
Blågumpad dvärgparakit är en liten helgrön papegoja. Sittande fåglar artbestäms lättast genom den lilla storleken, blå övergump och rött på yttre stjärtpennorna. I flykten hörs utdragna och klagande läten, mycket annorlunda än de från andra papegojor i dess utbredningsområde.

## Utbredning och systematik
Blågumpad dvärgparakit delas in i två underarter:
- Touit purpuratus viridiceps – förekommer från sydöstra Colombia till södra Venezuela, östra Ecuador och nordöstra Peru
- Touit purpuratus purpuratus – förekommer från södra Venezuela till Guyanaregionen och norra Amazonas i Brasilien

## Levnadssätt
Blågumpad dvärgparakit hittas i låglänt regnskog och savann. Den verkar vara vanligare i områden med sandig jord, men ses sällan bra. Fågeln påträffas vanligen när den flyger i småflockar genom eller ovan trädtaket. När de landar i träden tendererar de att försvinna i grönskan. Födan består av frukt.

## Status och hot
Arten har ett stort utbredningsområde, men tros minska i antal, dock inte tillräckligt kraftigt för att den ska betraktas som hotad. Internationella naturvårdsunionen IUCN listar arten som livskraftig (LC).